# 脇知弘
脇 知弘（わき ともひろ、1980年10月11日 - ）は、日本の男性俳優、タレント、歌手。神奈川県平塚市出身。身長174cm、体重110kg。テアトルアカデミーを経てATプロダクション所属。

## 経歴
神奈川県立五領ヶ台高等学校（現・神奈川県立平塚湘風高等学校）卒業。
2000年、TBS系ドラマ『池袋ウエストゲートパーク』のGボーイズ・ワッキー役としてデビュー。当時はデビュー半年であったが、順調に合格を果たした。
2002年、日本テレビ系ドラマ『ごくせん』のクマこと熊井輝夫役として出演し、続編や映画にも同役を演じた。その他名脇役俳優以外にバラエティ番組でも活動。
2008年12月31日、プロレスデビューを果たしてタッグながら勝利を収める。翌年も再びリングへ上がる。
2010年11月、俳優業の傍らトレーニングを行い、プロレス団体「アパッチプロレス軍」にプロレスラーとして入団が決定するが、退団している。
2021年7月、「さぁ笑おう〜一笑最幸〜」で歌手デビュー。作詞：脇知弘　作曲：コロちむ。

## 人物
- 元々はお笑いタレントを志望しており、萩本欽一の所属事務所である浅井企画と、テアトルグループの直系プロダクションであった浅井プロダクション（現・ATプロダクション）を混同し、間違えて履歴書を送付したのが俳優活動の切っ掛けとなっている[6][4]。
- 短髪かつ金髪がトレードマーク。2週間に1回、自らセルフカットと脱色を行っていた。役の振り幅が狭くなる可能性を考慮して、30歳になってからは金髪はやめている[6]。
- 趣味は格闘技観戦[7]、サングラス収集[8]。特技は剣道（二段）、手品[1]。2020年に新型コロナウイルスによる影響でドラマや舞台などの制作が一時停止したのを契機にYouTuber活動も開始している[6]。
- プロレスラーの蝶野正洋の大ファンである事を自身のブログで語っている[8]。また、趣味のサングラスの収集も蝶野の影響とのこと（蝶野はサングラスを愛用している）[8]。
- 日本テレビ系のバラエティ番組『恋のから騒ぎ』に出演していた女性と2016年に結婚。1男1女をもうけた[6]。
- 『ごくせん』で共演した内山信二とは仲が良い。
- テアトルアカデミーの講師を務めている[4]。

## 出演

### テレビドラマ
- 池袋ウエストゲートパーク（2000年4月14日 - 6月23日、TBS系列） - G-BOYS・ワッキー
  - スペシャル SOUPの回（2003年3月28日）
- 多重人格探偵サイコ / 雨宮一彦の帰還 第4話（2000年5月5日、WOWOW）
- ワンダフルドラマ 狂った夏「ガケっぷちOL３人組がゆく！」（2000年8月、TBS）[注 1]
- はみだし刑事情熱系5 第4話（2000年10月25日、テレビ朝日）
- 教習所物語 第8話（2000年12月8日、TBS） - 石橋[注 1]
- さらば天国に一番近い男（2000年12月29日、TBS系列）
- 白い影 -Love and Life in the White- 第1話（2001年1月14日、TBS） - テツヲ
  - スペシャル「その物語のはじまりと命の記憶」（2003年1月2日）
- ルーキー！ 第6話（2001年5月15日、フジテレビ） - シンジ
- TEAM（フジテレビ）
  - スペシャル2（2001年10月5日） - 永井少年
  - スペシャル4（2003年9月26日） - 野間真二
- さよなら、小津先生（2001年10月9日 - 12月18日、フジテレビ） - 秋元光
- ハンドク!!! 第3話（2001年10月24日、TBS） - 引っ越し業者 役
- ごくせん（日本テレビ） - 熊井輝夫
  - 第1シリーズ（2002年4月17日 - 7月3日）
  - ごくせんリターンズ（2002年12月29日）
  - ごくせんスペシャル（2003年3月26日）
  - 第2シリーズ（2005年1月15日 - 3月19日）
  - 第3シリーズ（2008年4月19日 - 6月28日）
  - 2002年特別編（2020年6月3日、10日）[注 2]
- 忍風戦隊ハリケンジャー 巻ノ二十七（2002年8月27日、テレビ朝日系列） - 田井章一郎
- オカンは宇宙を支配する（2002年9月23日、フジテレビ） - 虎太郎
- リモート 第6話（2002年11月16日、日本テレビ） - 不動真一
- スカイハイ 第2話「つながり」（2003年1月24日、テレビ朝日） - 小野ジョージ
- よい子の味方 〜新米保育士物語〜 最終話（2003年3月15日、日本テレビ） - 熊井輝夫[注 3]
- ホットマン（2003年4月10日 - 6月19日、TBS系列） - 浜口
- 14ヶ月〜妻が子供に還っていく〜（2003年7月7日 - 9月8日、日本テレビ） - 雀荘の客
- 奥さまは魔女 Bewitched in Tokyo 第1話（2004年1月16日、TBS）
  - 奥さまは魔女リターンズ（2004年12月21日）
- ドールハウス 特命女性捜査班 第3話（2004年1月29日、TBS）
- ケータイ刑事 銭形シリーズ（BS-i）
  - ケータイ刑事 銭形泪 1st.シリーズ 第12話（2004年3月21日） - 台場平八
  - ケータイ刑事 銭形雷 1st.シリーズ 第6話（2006年2月5日） - 细野哲平
- 産隆大學應援團（2005年2月9日 - 3月2日、フジテレビ） -  植田千尋
- DANCING★HOST（2005年4月1日、フジテレビ） - ちゃんこ[注 4]
- 東京ワンダーシリーズ（日本テレビ） - 俳優・脇知弘（本人役）
  - 東京ワンダーツアーズ IN SNOW（2006年2月25日）
  - 東京ワンダーツアーズ スペシャルエディション（2006年3月25日）
- 繋がれた明日（2006年3月4日 - 25日、NHK総合） - 久保田栄治
- 弁護士のくず 第10話（2006年6月15日、TBS） - 高橋和彦
- おばはん刑事！流石姫子 ファイナル（2006年8月26日、テレビ朝日） - 藤井克己[注 4]
- 家族善哉（2006年11月 - 2007年1月、TBS系列） - 蒲田浩之
- だめんず・うぉ〜か〜 第6話（2006年11月23日、テレビ朝日） - 高屋敷英夫
- ドラマW 神様からひと言（2006年12月24日、WOWOW） - 羽沢壮人
- ブスの瞳に恋してる ～恋の軌跡、愛の未来スペシャル～（2006年12月26日、フジテレビ） - 海老名[注 4]
- もうひとつの象の背中 第1話「父と娘」（2007年10月13日、テレビ朝日） - コンビニ店員
- 有閑倶楽部 第6話「男嫌いの恋」（2007年11月20日、日本テレビ） - サブロー
- あんみつ姫「あんみつ姫の大冒険！」（2008年1月6日、フジテレビ） - 横綱王子
- ハチミツとクローバー（2008年1月8日 - 3月18日、フジテレビ） - 商店街のパン屋
- ロス:タイム:ライフ Life in Additionaltime 第2節「刑事編」（2008年2月9日、フジテレビ） - 立川康平
- 魔王（2008年7月、TBS） - 石本陽介
- 東京少女 瓜生美咲 第4話「ロミオと美咲」（2008年9月、BS-i）
- 七瀬ふたたび 第3話「悪魔のまなざし」（2008年10月23日、NHK） - 須藤タケシ
- 連続テレビ小説（NHK）
  - つばさ（2009年度前期） - ロナウ二郎
  - つばさ スピンオフ 「好きと言えなくて 青春編」（2009年12月） - ロナウ二郎
- 大河ドラマ（NHK）
  - 龍馬伝 第21回（2010年） - 高崎正風
  - 平清盛 第12・13・36・41・42・45回（2012年） - 銀覚
  - 真田丸 最終回（2016年12月18日） - 伊佐入道
- ハンチョウ〜神南署安積班〜2 第5話（2010年2月8日、TBS） - 大島
- ざっくり戦士ピラメキッド（2010年4月 -、テレビ東京） - 中条忠治
- 歌セラ 第2回「伝説のHMC」（2010年、TUY・TBC・HBCほか）
- 屋上のあるアパート[注 5]（2011年3月21日、TBS） - 岩見拓郎
- 月曜ゴールデン （TBS）
  - 十津川警部シリーズ44「特急ソニック殺人事件〜十年目の真実〜」（2011年4月11日） - 井上匤
  - 船上パーサー 氷室夏子「豪華フェリー殺人事件」（2012年8月6日） - 山形満寿夫
- おじいちゃんは25歳（2011年11月15日 - 25日、TBS） - テレビ局員・横槍
- 理想の息子 第2話 - 最終話（2012年1月21日 - 3月17日、日本テレビ） - 丹波巌
- ゴーストママ捜査線〜僕とママの不思議な100日〜 第8話（2012年9月8日、日本テレビ） - 警察官
- 好好!キョンシーガール〜東京電視台戦記〜 第8話（2012年11月30日、テレビ東京） - 健太
- 悪夢ちゃん 第9話（2012年12月8日、日本テレビ） - 奈央の兄
- 二丁目のホームズ 第2話（2013年3月23日、フジテレビTWO） - ゴージャス・ノブコ
- なるようになるさ。 第1話（2013年7月12日、TBS）
- DOCTORS 2〜最強の名医〜 第8話・最終話（2013年8月29日・9月5日、テレビ朝日） - 三島翔太
  - 新春ドラマスペシャル DOCTORS〜最強の名医〜2015（2015年1月4日）
- ダンダリン 労働基準監督官 第6話（2013年11月6日、日本テレビ） - 吉田
- 疾風・虹丸組 第4話（2014年5月25日、BS11）[注 6]
- すもうねこ（2014年8月、NHK Eテレ） - マサル
- 素敵な選TAXI 第5話（2014年11月11日、関西テレビ） - 韮沢満
- ミステリなふたり 第2話（2015年4月21日、メ～テレ） - 高柳一城
- 土曜ワイド劇場 司法教官・穂高美子4（2015年10月31日、テレビ朝日） - 再現ドラマの出演者・男Ｃ
- 必殺仕事人2015（2015年11月29日、テレビ朝日） - 嘉助
- ドラマスペシャル 黒の斜面（2016年1月24日、テレビ朝日） - 日向
- 新・牡丹と薔薇 第39 - 40話（2016年1月27日・28日、東海テレビ・フジテレビ系） - 伸介
- ひぐらしのなく頃に（BSスカパー!） - 北条鉄平
  - ひぐらしのなく頃に（2016年5月 - 6月）
  - ひぐらしのなく頃に解（2016年11月 - 12月）
- 家売るオンナ 第3話（2016年7月27日、日本テレビ）
- 石川五右衛門 第2話（2016年10月21日、テレビ東京） - 鉄ヶ嶽
- リテイク 時をかける想い 第7話（2017年1月21日、フジテレビ） - 聞き込み
- 三匹のおっさん3〜正義の味方、みたび!!〜 第2話（2017年1月27日、テレビ東京） - 杉下広行
- ウチの夫は仕事ができない（2017年7月8日 - 9月16日、日本テレビ） - 町田彦丸
- 残酷な観客達 第9話・最終話（2017年7月13日・20日、日本テレビ） - 福谷
- 月曜名作劇場 オバチャン保険調査員 赤宮楓のマル秘事件簿（2017年8月21日、TBS） - 三島大我
- インベスターZ 第9話（2018年9月8日、テレビ東京）
- 月曜プレミア8 横山秀夫サスペンス 沈黙のアリバイ（2020年10月26日、テレビ東京） - 大熊悟
- にじいろカルテ 第5話・第6話・最終話（2021年2月18日・25日・3月18日） - 西川誠
- ジモトに帰れないワケあり男子の14の事情 第9話「燃やせカラダ」（2021年5月29日、テレビ朝日） - ジュンペイ
- #コールドゲーム（2021年6月6日 - 7月25日、東海テレビ他） - 前田信二
- 警視庁ゼロ係〜生活安全課なんでも相談室〜5 第8話（2021年6月18日、テレビ東京） - 森崎功太
- 相棒
  - Season20 第6話（2021年11月17日、テレビ朝日） - 森川誠 役
  - Season23（2025年） - 木本三郎 役
- 生きて、ふたたび 保護司・深谷善輔 （2021年11月28日 - 2022年1月1月23日、NHK BSプレミアム） - 須藤保
- 部長と社畜の恋はもどかしい（2022年1月6日 - 3月24日、テレビ東京） - 石橋亘[9]
- まったり！赤胴鈴之助（2022年1月9日 - 3月27日、テレビ大阪・テレビ東京） - 岩鬼[10]
- 鹿楓堂よついろ日和 第4話・最終話（2022年2月5日・3月19日、テレビ朝日） - 砂金宏和
- 元彼の遺言状 最終話（2022年6月20日、フジテレビ） - 佐久間進
- 孤独のグルメ Season10 第1話（2022年10月8日、テレビ東京） - ガテン 客
- ラストマン-全盲の捜査官- 第7話（2023年6月4日、TBS） - 猫村大和[11]
- ブラックファミリア〜新堂家の復讐〜 第7話・第8話（2023年11月16日・23日、日本テレビ） - 面接官[12]
- 今日からヒットマン 第4話（2023年11月17日、テレビ朝日） - コンビニ船橋支部メンバー（クマ）[13]
- 家政夫のミタゾノ 第6シリーズ 第8話（2023年11月28日、テレビ朝日） - お父さん[14]
- 警視庁ゼロ係〜スカイフライヤーズ〜（2024年7月22日、テレビ東京） - 石上剛士 役[15]
- おいち不思議がたり第5話・6話（2024年9月29日・10月6日、NHK BS・NHK BSプレミアム4K） - 弐助 役

### 映画
- インストール（2004年12月25日公開、片岡K監督） - 浴衣の男
- 頭文字D THE MOVIE（头文字D / Initial D）（2005年9月17日 日本公開、香港映画、アンドリュー・ラウ(劉偉強)監督） - ナイトキッズのメンバー
- 不良少年（ヤンキー）の夢（2005年10月15日公開、花堂純次監督） - 赤堀
- パイルドライバー（2007年1月13日公開、石川均監督） - デイブ
- 青空のルーレット（2007年11月3日公開、西谷真一監督） - 工藤孝之
- ぼくたちと駐在さんの700日戦争（2008年4月5日公開、塚本連平監督） - 千葉くん
- お姉チャンバラ THE MOVIE（2008年4月26日公開、福田陽平監督） - 勝春
- ごくせん THE MOVIE（2009年7月11日公開、佐藤東弥監督） - 熊井輝夫
- ランディーズ（2009年11月14日公開、藤原健一監督） - ブーちゃん
- スラッカーズ 傷だらけの友情（2009年12月5日公開、渡邊貴文監督） - 小力
- ふとめの国のありす (2012年10月6日公開、松国美佳監督) - 主演・ありす
- 悪夢ちゃん The 夢ovie（2014年5月3日公開、佐久間紀佳監督） - 月本奈央の兄
- KIDS=ZERO キッズ＝ゼロ（2014年10月18日公開、須上和泰監督） - 悪十字軍・ワルキング
- シマウマ（2016年5月21日公開、橋本一監督） - 吉田[16]
- ダブルドライブ 〜龍の絆〜（2018年9月22日公開、元木隆史監督） - 彦野利樹[17]
- 羊と蜜柑と日曜日（2021年3月26日公開、竹中貞人監督）
- ビーバップのおっさん（2022年7月24日公開、旭正嗣監督）  - 熊田健太（クマ）
- 虎の流儀 ～旅の始まりは尾張 東海死闘編～（2022年9月30日、辻裕之監督）[18]
- 真龍帝外伝（2022年公開、市原剛監督） - 許金熊[19]

### Vシネマ
- ガチバンIII 武闘宣戦（2009年） - ガフ
- 昭和最強高校伝 國士参上!! 1・2（2016年、高瀬將嗣監督） - フカシの帝王・富田仲次
- 織田同志会 織田征仁 第1章 - 第9章（2020年 - 2022年） - 矢島達也（織田征仁の舎弟）
- CONNECT 覇者への道（2024年） - 横浜 東洋会江田組組員 村田邦夫

### 舞台
- 「舞い降りた天使」（2003年7月 - 8月、東京 芸術座） - 卓人
- 「電車男」（2005年8月 - 9月、東京・大阪・仙台・北九州他） - 毒男４
- 「ビューティフル・ゲーム」（2006年3月 - 4月、東京・大阪） - ジンジャー・オショーネシー
- 「産隆大學應援團 全国ツアー2007」（2007年3月 - 10月、東京・北海道・沖縄他） - 植田千尋
- 「ドラえもん のび太とアニマル惑星」（2008年7月 - 9月、沖縄・神戸・東京他） - ジャイアン
- 「どんまいマインド」（2008年10月 - 11月、東京他） - 金城雄太
- 「ロディ・ミュージカル」（2010年8月、東京） - ブルーのロディ
  - 「ロディ・ミュージカル2012」（2012年7月、東京）
- 氷川きよし特別公演「銭形平次～きよしの平次 青春編～」（2011年6月、東京 明治座） - 三ノ輪万七
- ミュージカル「KACHI BUS（カチバス）」（2014年1月 - 2月、東京・札幌・帯広） - 帯広観光タクシー社長・大平隆
- 「漫才バンザイ」（2018年9月、東京） - 主演・田中学[20]
- 朗読劇「Dream Lesson in 2019 autumn」（2019年10月、東京）[21]
- 最強で最高の自慢の息子 Season2（2023年6月22日 - 7月2日、東京・草月ホール） - ハムドン・ビン・モハメド・ビン・ラシッド・アル・マクツーム（ファッザ）[22]
- 「キャッシュ・オン・デリバリー」（2025年12月 - 2026年1月〈予定〉、東京・大阪） - ミスター・フォーブライト 役[23]

### Webドラマ
- ダメ田十勇士[注 7]（2015年12月16日 - ） - 伊佐入道
- CONNECT 覇者への道（2025年6月25日 - 、U-NEXT） - 横浜 東洋会江田組組員 村田邦夫[24]

### テレビアニメ
- RAINBOW-二舎六房の七人-（2010年4月6日 - 9月28日、日本テレビ他） - 松浦万作（キャベツ）
- うさぎドロップ（2011年7月7日 - 9月15日、フジテレビ他） - ナベちん
- ポケットモンスター （テレビ東京）- ケニヤン
  - ポケットモンスター ベストウイッシュ（2011年）
  - ポケットモンスター ベストウイッシュ シーズン2（2012年）

### 劇場アニメ
- マルドゥック・スクランブル 圧縮（2010年11月6日公開） - フレッシュ・ザ・パイク

### ゲーム
- エクストルーパーズ（2012年） - ゴータ
- 名探偵ピカチュウ 〜新コンビ誕生〜（2016年） - フレデリック・ハートフィールド
- 名探偵ピカチュウ（2018年） - フレデリック・ハートフィールド

### PV
- やさしいキスをして/DREAMS COME TRUE
- ちっぽけな勇気/FUNKY MONKEY BABYS[注 8]
- 旅立ち/FUNKY MONKEY BABYS
- BAD!!/コドモドラゴン

### バラエティ
- 田舎に泊まろう！ 「北海道・栗沢町」（2005年7月10日、テレビ東京）[25]
- オジサンズ11（日本テレビ系）
- SMAP×SMAP コント「新・ダメ人間ですわ」（フジテレビ系）
- サプライズ（2009年7月6日、日本テレビ系） - 試食ゲスト
- 所さんの学校では教えてくれないそこんトコロ!（テレビ東京） - リポーター
- run for money 逃走中 第29回「沈黙の巨大迷宮2」（2012年8月28日、フジテレビ系） - 警備員
- さんまのスーパーからくりTV（2014年6月1日、TBS） - MALTAさん[26]
- まさかのタメ年トークバラエティー！ビックラコイタ箱 第21・22回「1980年生まれ」（2014年8月19日・26日、中京テレビ・日本テレビ）
- 有吉反省会（2015年2月8日、日本テレビ） - 反省人[27]
- 有吉ゼミ（2018年10月15日、日本テレビ）[28]
- 人生が変わる1分間の深イイ話（2020年7月27日、日本テレビ）[29]
- THE突破ファイル 執念とひらめきで大突破スペシャル（2022年1月27日、日本テレビ）[30]
- 天才vs大群 2時間スペシャル（2022年2月15日、TBS）

### CM
- CR大海物語スペシャル（2008年 - 2013年、三洋物産）
- LEGENDS STADIUM 2014（2014年、日本コカ・コーラ）
- 鍋キューブ（2015年、味の素）
- リステリン（2022年、ジョンソン・エンド・ジョンソン）